# Эпицикл
Эпици́кл (от греч. ἐπί — «над» + κύκλος — «круг») — понятие, используемое в древних и средневековых теориях движения планет, включая геоцентрическую модель Птолемея и теорию вложенных сфер. Согласно этой модели, планета равномерно движется по малому кругу, называемому эпициклом, центр которого, в свою очередь, движется по большому кругу, который называется деферентом.

## Назначение эпициклов
Понятие эпицикла было введено, чтобы моделировать неравномерное движение по небу Солнца, Луны и планет в рамках господствовавшей в то время геоцентрической системы мира. Согласно теориям Гиппарха и Птолемея, Солнце и Луна равномерно движутся по эпициклам, центры которых равномерно вращаются по деференту в противоположном направлении. В случае Солнца периоды обоих вращений одинаковы и равны одному году, их направления противоположны, в результате чего Солнце описывает в пространстве окружность (эксцентр), центр которой не совпадает с центром Земли, что приводит к изменению угловой скорости движения Солнца и неравенству времён года. В случае Луны, в отличие от Солнца, периоды наиболее быстрого или медленного движения по небу каждый месяц приходятся на новое созвездие, поэтому скорости движения Луны по деференту и эпициклу не совпадают, что приводит к равномерному движению центра эксцентрического круга Луны вокруг Земли.
Кроме того, эпициклы позволяли объяснить попятные движения внешних планет. В этом случае направления движения по эпициклу и деференту совпадали. Для каждой из внешних планет (Марса, Юпитера, Сатурна) период обращения по деференту был равен её сидерическому периоду, по эпициклу — одному году. В случае внутренних планет (Меркурия и Венеры) период обращения по деференту был равен одному году, по эпициклу — сидерическому периоду планеты. Эта схема не до конца объясняла неравномерность движения планет, поэтому Птолемей был вынужден ввести дополнительное усложнение: модель экванта, согласно которой движение эпицикла по деференту является неравномерным. Арабские астрономы для этой же цели использовали модель вторичного эпицикла, согласно которой центр эпицикла вращается по вторичному эпициклу, уже который, в свою очередь, движется по деференту.

## Исторический очерк
Теория эпициклов возникла в Древней Греции не позднее III века до н. э.. Её авторство обычно связывают с великим математиком Аполлонием Пергским. По мнению историка науки Ван дер Вардена, первую теорию эпициклов построили ещё пифагорейцы в V веке до н. э. Наиболее совершенную геоцентрическую теорию движения Солнца, Луны и планет в рамках модели эпициклов построил Клавдий Птолемей во II веке н. э. Модели эпициклов разрабатывали также астрономы Древней Индии (особенно Ариабхата) и мусульманского Востока (в частности, Ибн аш-Шатир и Насир ад-Дин ат-Туси).
Введение понятия эпицикла, с одной стороны, позволило весьма точно описывать наблюдаемое движение планет Солнечной системы на земном небосклоне, но, с другой стороны, требовало значительных вычислений и не позволяло построить непротиворечивую теорию строения Солнечной системы.
Отказ от представления попятных движений планет с помощью эпициклов, произведённый Коперником в рамках построения гелиоцентрической системы мира, был весьма революционным, поскольку значительно упростил строение Солнечной системы и позволил в итоге открыть закон всемирного тяготения. Однако Коперник по-прежнему использовал эпициклы для моделирования неравномерности движения планет по орбитам. Полностью отказался от эпициклов только Иоганн Кеплер, открывший законы планетных движений.
Приближение видимых движений небесных тел круговыми движениями (эпициклами и деферентами) в какой-то мере аналогично разложению функции в ряд Фурье, широко применяемому в современной науке, но для решения других задач, в небесной же механике законы Кеплера чаще всего достаточно точны и намного более практичны, а ряды Фурье используются для повышения точности, с применением законов механики.